# Questia Online Library
Questia é um uma biblioteca digital de artigos e livros de orientação acadêmica, com uma ênfase especial nos materiais sobre ciências humanas e sociais. Todos os livros e artigos da Questia estão disponíveis para os assinantes.

## História da empresa
Questia tem sede em Chicago, Illinois, foi fundada em 1998 e comprada pela Gale, parte da Cengage Learning, em janeiro de 2010.

## Serviço
Questia oferece algumas informações gratuitas, incluindo vários artigos de domínio público, tabelas de conteúdo, a primeira página de cada capítulo, e curtas descrições dos artigos e livros disponíveis para compra.
Questia possui mais de 78,000 livros, e mais de 9.000.000 de jornais, revistas e artigos em sua coleção. Os livros foram selecionados por acadêmicos e bibliotecários, todos confiáveis em suas respectivas áreas. Os bibliotecários também têm compilado cerca de 7000 referências bibliográficas para cada tópico pesquisado.
Questia lançou um aplicativo para iPhone em 2011, que foi estendida para o iPad no ano seguinte. E em janeiro de 2013, Questia lançou vários tutoriais, incluindo vídeos e questionários, para ensinar aos alunos o processo de pesquisa.

## Críticas
Questia foi criticado em 2005 pelo bibliotecário, Steven J. Bell, por referir-se a si mesmo como uma biblioteca acadêmica, quando concentra-se nas artes liberais e trata os usuários como clientes em vez de alunos. Além disso, Bell argumenta que Questia não emprega bibliotecários ou professores acadêmicos.